# KSM (groupe)
Pour les articles homonymes, voir KSM.
KSM est un groupe américain de rock originaire de Los Angeles, composé de cinq filles. Le groupe a été actif de 2006 à 2010.

## Membres du groupe
- Shelby « Cobra » Spalione : Chant
- Shae Padilla : Guitare solo
- Katie Cecil : Guitare rythmique, chœurs
- Kate Cabebe : Batterie

Membres à l'origine:
- Sophia Melon : Basse, chœurs

## Historique
Le groupe a été formé en 2006 pour un projet commun de l'ancien groupe rock The Go-Go's et de la compagnie Walt Disney. The Go-Go's était à la recherche d'un groupe composé entièrement de filles pour être leur mentor et former un groupe de musique pop qui devait s'appeler à l'origine The Po-Go's. Quatre adolescentes ont été choisies durant les auditions et, le style de musique du groupe est passé de la pop au rock. En février 2008, la chanteuse Shelby « Cobra » Spalione a été ajoutée au groupe permettant ainsi la formation de KSM. Le nom du groupe KSM vient des initiales de leurs prénoms, qui sont un « K » ou un « S », et le « M » vient du mot « musique ».

### 2009: Read between the lines
Le 22 septembre 2009, le premier album de KSM, Read between the lines, a été mis en vente. L'album a été écrit et produit par Matthew Gerrard et Robbie Nevil. Le groupe a signé avec Walt Disney Records et a eu l'occasion de promouvoir son album en faisant la première partie des spectacles de Demi Lovato, Mitchel Musso, Jonas Brothers, Paramore et David Archuleta en tournée. Le premier single, Read between the lines, a été nommé « single of the week » par Itunes.
En 2009, KSM a repris la chanson Magic carpet ride du groupe Steppenwolf pour la bande originale de Les sorciers de Waverly Place : Le film. Aussi, leur chanson Distracted s'est retrouvée sur l'album de compilation Radio Disney Jams 11.
En 2010, le groupe a repris la chanson Good enough du groupe Lifehouse pour l'album Disneymania 7.
En avril 2010, il a été confirmé que la bassiste Sophia Melon a quitté le groupe pour se concentrer sur ses études. En octobre 2010, le groupe a annoncé sa séparation.